# Ernesto Kroch
Ernesto Kroch (11 de febrero de 1917, Breslavia - 11 de marzo de 2012, Frankfurt) fue un escritor, sindicalista y activista político germano-uruguayo de extracción comunista.

## Biografía
Nacido en 1917 en Alemania, sufrió la persecución nazi e integró la resistencia en contra de dicho régimen. Por tal motivo fue detenido en 1934 y enviado a un campo de concentración en Lichtenburg. Emigró a Yugoslavia y posteriormente a Uruguay en 1938.
Desde la década de 1940 trabajó en la empresa de Julio Berkes como obrero metalúrgico, donde desarrolló una importante labor sindical y política desde las filas del Partido Comunista del Uruguay.
Luego del golpe de Estado de 1973, debió exiliarse y volvió a su país natal. En 1985 al finalizar la dictadura cívico-militar, regresó a Uruguay. Fue fundador de la Casa Bertolt Brecht y un importante escritor.